# Uber Cup 2016
Die 26. Auflage des Uber Cups, der Weltmeisterschaft für Damenmannschaften im Badminton, fand gemeinsam mit dem Thomas Cup 2016 vom 15. bis zum 21. Mai 2016 in Kunshan statt. Sieger wurde das Team aus China, welches im Finale Südkorea mit 3:1 bezwang.

## Vergabe der Veranstaltung
Die Vergabe der Veranstaltung erfolgte beim BWF-Meeting am 28. Mai 2014 in New Delhi. Kunshan setzte sich dabei gegen Jakarta durch, gegen welches man noch bei der Vergabe der Einzel-Weltmeisterschaften für 2015 unterlegen war.

## Qualifikation
Nachdem China vor allem als Gastgeber und Titelverteidiger automatisch die Endrunde erreicht hatte, wurden 11 Teilnehmer durch die Kontinentalen Mannschaftsmeisterschaften festgestellt. Die letzten 4 Plätze wurden per Weltrangliste ermittelt.
| Konföderation | Mannschaft          | Anmerkung                                                              |
| ------------- | ------------------- | ---------------------------------------------------------------------- |
| Afrika        | Mauritius           | Sieger der Afrikanischen Mannschaftsmeisterschaft                      |
| Amerika       | Vereinigte Staaten  | Sieger der Panamerikanischen Mannschaftsmeisterschaft                  |
| Asien         | Volksrepublik China | Gastgeber, Titelverteidiger & Sieger der Mannschaftsasienmeisterschaft |
| Asien         | Japan               | Finalist der Mannschaftsasienmeisterschaft                             |
| Asien         | Südkorea            | Halbfinalist der Mannschaftsasienmeisterschaft                         |
| Asien         | Thailand            | Halbfinalist der Mannschaftsasienmeisterschaft                         |
| Asien         | Indien              | Teilnahme per auf Asien beschränkte Weltrangliste                      |
| Asien         | Indonesien          | Teilnahme per Weltrangliste                                            |
| Asien         | Chinesisch Taipeh   | Teilnahme per Weltrangliste                                            |
| Asien         | Malaysia            | Teilnahme per Weltrangliste                                            |
| Asien         | Hongkong            | Teilnahme per Weltrangliste                                            |
| Europa        | Dänemark            | Sieger der Mannschaftseuropameisterschaft                              |
| Europa        | Bulgarien           | Finalist der Mannschaftseuropameisterschaft                            |
| Europa        | Deutschland         | Halbfinalist der Mannschaftseuropameisterschaft                        |
| Europa        | Spanien             | Halbfinalist der Mannschaftseuropameisterschaft                        |
| Ozeanien      | Australien          | Sieger der Ozeanienmeisterschaft                                       |

## Ergebnisse

### Gruppenphase

#### Gruppe A
| Mannschaft          | Punkte | Gespielt | Gew. | Remis | Verl. | Spiele | Spiele | Sätze | Sätze | Spielpunkte | Spielpunkte |
| Mannschaft          | Punkte | Gespielt | Gew. | Remis | Verl. | Gew.   | Verl.  | Gew.  | Verl. | Gew.        | Verl.       |
| ------------------- | ------ | -------- | ---- | ----- | ----- | ------ | ------ | ----- | ----- | ----------- | ----------- |
| Volksrepublik China | 3      | 3        | 3    | 0     | 0     | 15     | 0      | 30    | 3     | 682         | 386         |
| Dänemark            | 2      | 3        | 2    | 0     | 1     | 7      | 8      | 16    | 19    | 576         | 631         |
| Malaysia            | 1      | 3        | 1    | 0     | 2     | 5      | 10     | 14    | 21    | 585         | 656         |
| Spanien             | 0      | 3        | 0    | 0     | 3     | 3      | 12     | 9     | 26    | 512         | 682         |

##### China gegen Malaysia
| 15. Mai 13 Uhr 30 | China | 5 – 0 | Malaysia | Feld 2, Kunshan Sports Centre |

| Li Xuerui               | Li Xuerui               | 2–0 | Tee Jing Yi                       | 21:13, 21:11        |
| Tang Yuanting / Yu Yang | Tang Yuanting / Yu Yang | 2–1 | Vivian Hoo Kah Mun / Woon Khe Wei | 21:11, 14:21, 21:18 |
| Wang Yihan              | Wang Yihan              | 2–0 | Goh Jin Wei                       | 21:16, 21:14        |
| Tian Qing / Zhao Yunlei | Tian Qing / Zhao Yunlei | 2–1 | Chow Mei Kuan / Lee Meng Yean     | 21:15, 19:21, 21:11 |
| Sun Yu                  | Sun Yu                  | 2–0 | Sonia Cheah Su Ya                 | 21:9, 21:10         |

##### Dänemark gegen Spanien
| 15. Mai 19 Uhr | Dänemark | 4 – 1 | Spanien | Feld 1, Kunshan Sports Centre |

| Line Kjærsfeldt                           | Line Kjærsfeldt                           | 1–2 | Carolina Marín                 | 8:21, 23:21, 10:21  |
| Anna Thea Madsen                          | Anna Thea Madsen                          | 2–1 | Beatriz Corrales               | 21:11, 14:21, 21:18 |
| Mia Blichfeldt                            | Mia Blichfeldt                            | 2–1 | Clara Azurmendi                | 19:21, 21:18, 21:8  |
| Maiken Fruergaard / Sara Thygesen         | Maiken Fruergaard / Sara Thygesen         | 2–0 | Beatriz Corrales / Lorena Uslé | 21:15, 21:5         |
| Christinna Pedersen / Kamilla Rytter Juhl | Christinna Pedersen / Kamilla Rytter Juhl | 2–0 | Clara Azurmendi / Laia Oset    | 21:7, 21:11         |

##### Dänemark gegen Malaysia
| 17. Mai 8 Uhr 30 | Dänemark | 3 – 2 | Malaysia | Feld 1, Kunshan Sports Centre |

| Line Kjærsfeldt                           | Line Kjærsfeldt                           | 2–0 | Tee Jing Yi                           | 21:11, 21:11        |
| Christinna Pedersen / Kamilla Rytter Juhl | Christinna Pedersen / Kamilla Rytter Juhl | 2–0 | Amelia Alicia Anscelly / Woon Khe Wei | 21:16, 21:17        |
| Mette Poulsen                             | Mette Poulsen                             | 0–2 | Goh Jin Wei                           | 18:21, 13:21        |
| Maiken Fruergaard / Sara Thygesen         | Maiken Fruergaard / Sara Thygesen         | 1–2 | Goh Liu Ying / Vivian Hoo Kah Mun     | 18:21, 24:22, 12:21 |
| Anna Thea Madsen                          | Anna Thea Madsen                          | 2–1 | Ho Yen Mei                            | 22:24, 21:13, 21:13 |

##### China gegen Spanien
| 17. Mai 19 Uhr | China | 5 – 0 | Spanien | Feld 1, Kunshan Sports Centre |

| Wang Shixian                | Wang Shixian                | 2–1 | Carolina Marín                 | 19:21, 21:18, 21:19 |
| Wang Yihan                  | Wang Yihan                  | 2–0 | Beatriz Corrales               | 21:11, 21:9         |
| Sun Yu                      | Sun Yu                      | 2–0 | Clara Azurmendi                | 21:9, 21:8          |
| Chen Qingchen / Tang Jinhua | Chen Qingchen / Tang Jinhua | 2–0 | Beatriz Corrales / Lorena Uslé | 21:9, 21:5          |
| Tang Yuanting / Yu Yang     | Tang Yuanting / Yu Yang     | 2–0 | Clara Azurmendi / Laia Oset    | 21:3, 21:10         |

##### Spanien gegen Malaysia
| 18. Mai 8 Uhr 30 | Spanien | 2 – 3 | Malaysia | Feld 2, Kunshan Sports Centre |

| Carolina Marín                 | Carolina Marín                 | 2–1 | Goh Jin Wei                           | 21:18, 20:22, 21:16 |
| Beatriz Corrales               | Beatriz Corrales               | 2–0 | Ho Yen Mei                            | 21:13, 21:9         |
| Clara Azurmendi                | Clara Azurmendi                | 0–2 | Sonia Cheah Su Ya                     | 14:21, 18:21        |
| Beatriz Corrales / Lorena Uslé | Beatriz Corrales / Lorena Uslé | 0–2 | Chow Mei Kuan / Lee Meng Yean         | 12:21, 7:21         |
| Clara Azurmendi / Laia Oset    | Clara Azurmendi / Laia Oset    | 0–2 | Amelia Alicia Anscelly / Woon Khe Wei | 12:21, 13:21        |

##### China gegen Dänemark
| 18. Mai 19 Uhr | China | 5 – 0 | Dänemark | Feld 2, Kunshan Sports Centre |

| Li Xuerui                     | Li Xuerui                     | 2–0 | Natalia Koch Rohde                | 21:9, 21:11  |
| Chen Qingchen / Tang Yuanting | Chen Qingchen / Tang Yuanting | 2–0 | Maiken Fruergaard / Sara Thygesen | 21:10, 21:5  |
| Wang Yihan                    | Wang Yihan                    | 2–0 | Anna Thea Madsen                  | 21:6, 21:15  |
| Tang Jinhua / Zhao Yunlei     | Tang Jinhua / Zhao Yunlei     | 2–0 | Line Kjærsfeldt / Mette Poulsen   | 21:10, 21:8  |
| Sun Yu                        | Sun Yu                        | 2–0 | Mia Blichfeldt                    | 21:10, 21:10 |

#### Gruppe B
| Mannschaft         | Punkte | Gespielt | Gew. | Remis | Verl. | Spiele | Spiele | Sätze | Sätze | Spielpunkte | Spielpunkte |
| Mannschaft         | Punkte | Gespielt | Gew. | Remis | Verl. | Gew.   | Verl.  | Gew.  | Verl. | Gew.        | Verl.       |
| ------------------ | ------ | -------- | ---- | ----- | ----- | ------ | ------ | ----- | ----- | ----------- | ----------- |
| Südkorea           | 3      | 3        | 3    | 0     | 0     | 14     | 1      | 28    | 3     | 635         | 326         |
| Chinesisch Taipeh  | 2      | 3        | 2    | 0     | 1     | 11     | 4      | 23    | 9     | 613         | 420         |
| Vereinigte Staaten | 1      | 3        | 1    | 0     | 2     | 5      | 10     | 10    | 21    | 414         | 512         |
| Mauritius          | 0      | 3        | 0    | 0     | 3     | 0      | 15     | 2     | 30    | 260         | 664         |

##### Chinesisch Taipeh gegen Mauritius
| 15. Mai 13 Uhr 30 | Chinesisch Taipeh | 5 – 0 | Mauritius | Feld 4, Kunshan Sports Centre |

##### Südkorea gegen USA
| 15. Mai 19 Uhr | Südkorea | 5 – 0 | USA | Feld 3, Kunshan Sports Centre |

##### Südkorea gegen Mauritius
| 16. Mai 13 Uhr 30 | Südkorea | 5 – 0 | Mauritius | Feld 4, Kunshan Sports Centre |

##### Chinesisch Taipeh gegen USA
| 16. Mai 19 Uhr | Chinesisch Taipeh | 5 – 0 | USA | Feld 3, Kunshan Sports Centre |

##### Mauritius gegen USA
| 18. Mai 8 Uhr 30 | Mauritius | 0 – 5 | USA | Feld 4, Kunshan Sports Centre |

##### Südkorea gegen Chinesisch Taipeh
| 18. Mai 13 Uhr 30 | Südkorea | 4 – 1 | Chinesisch Taipeh | Feld 3, Kunshan Sports Centre |

#### Gruppe C
| Mannschaft | Punkte | Gespielt | Gew. | Remis | Verl. | Spiele | Spiele | Sätze | Sätze | Spielpunkte | Spielpunkte |
| Mannschaft | Punkte | Gespielt | Gew. | Remis | Verl. | Gew.   | Verl.  | Gew.  | Verl. | Gew.        | Verl.       |
| ---------- | ------ | -------- | ---- | ----- | ----- | ------ | ------ | ----- | ----- | ----------- | ----------- |
| Thailand   | 3      | 3        | 3    | 0     | 0     | 12     | 3      | 25    | 8     | 646         | 521         |
| Indonesien | 2      | 3        | 2    | 0     | 1     | 10     | 5      | 23    | 12    | 670         | 575         |
| Hongkong   | 1      | 3        | 1    | 0     | 2     | 6      | 9      | 13    | 21    | 561         | 645         |
| Bulgarien  | 0      | 3        | 0    | 0     | 3     | 2      | 13     | 7     | 27    | 537         | 673         |

##### Thailand gegen Hongkong
| 15. Mai 8 Uhr 30 | Thailand | 4 – 1 | Hongkong | Feld 2, Kunshan Sports Centre |

##### Indonesien gegen Bulgarien
| 15. Mai 8 Uhr 30 | Indonesien | 5 – 0 | Bulgarien | Feld 3, Kunshan Sports Centre |

##### Thailand gegen Bulgarien
| 16. Mai 8 Uhr 30 | Thailand | 5 – 0 | Bulgarien | Feld 3, Kunshan Sports Centre |

##### Indonesien gegen Hongkong
| 16. Mai 13 Uhr 30 | Indonesien | 3 – 2 | Hongkong | Feld 1, Kunshan Sports Centre |

##### Bulgarien gegen Hongkong
| 17. Mai 8 Uhr 30 | Bulgarien | 2 – 3 | Hongkong | Feld 3, Kunshan Sports Centre |

##### Thailand gegen Indonesien
| 17. Mai 13 Uhr 30 | Thailand | 3 – 2 | Indonesien | Feld 2, Kunshan Sports Centre |

#### Gruppe D
| Mannschaft  | Punkte | Gespielt | Gew. | Remis | Verl. | Spiele | Spiele | Sätze | Sätze | Spielpunkte | Spielpunkte |
| Mannschaft  | Punkte | Gespielt | Gew. | Remis | Verl. | Gew.   | Verl.  | Gew.  | Verl. | Gew.        | Verl.       |
| ----------- | ------ | -------- | ---- | ----- | ----- | ------ | ------ | ----- | ----- | ----------- | ----------- |
| Japan       | 3      | 3        | 3    | 0     | 0     | 13     | 2      | 26    | 5     | 614         | 385         |
| Indien      | 2      | 3        | 2    | 0     | 1     | 12     | 3      | 25    | 8     | 635         | 476         |
| Deutschland | 1      | 3        | 1    | 0     | 2     | 4      | 11     | 10    | 24    | 504         | 661         |
| Australien  | 0      | 3        | 0    | 0     | 3     | 1      | 14     | 4     | 28    | 427         | 658         |

##### Indien gegen Australien
| 16. Mai 8 Uhr 30 | Indien | 5 – 0 | Australien | Feld 2, Kunshan Sports Centre |

##### Japan gegen Deutschland
| 16. Mai 19 Uhr | Japan | 5 – 0 | Deutschland | Feld 2, Kunshan Sports Centre |

##### Indien gegen Deutschland
| 17. Mai 13 Uhr 30 | Indien | 5 – 0 | Deutschland | Feld 4, Kunshan Sports Centre |

##### Japan gegen Australien
| 17. Mai 19 Uhr | Japan | 5 – 0 | Australien | Feld 3, Kunshan Sports Centre |

##### Japan gegen Indien
| 18. Mai 13 Uhr 30 | Japan | 3 – 2 | Indien | Feld 1, Kunshan Sports Centre |

##### Australien gegen Deutschland
| 18. Mai 19 Uhr | Australien | 1 – 4 | Deutschland | Feld 4, Kunshan Sports Centre |

### Endrunde

#### Übersicht
|  | Viertelfinale     | Viertelfinale |  |  | Halbfinale | Halbfinale |   |  | Finale | Finale |
|  |                   |               |  |  |            |            |   |  |        |        |
|  | 19. Mai           |               |  |  |            |            |   |  |        |        |
|  | China             | 3             |  |  | 20. Mai    | 20. Mai    |   |  |        |        |
|  | Chinesisch Taipeh | 0             |  |  | China      | 3          |   |  |        |        |
|  | 19. Mai           | 19. Mai       |  |  | Indien     | 0          |   |  |        |        |
|  | Thailand          | 1             |  |  | 21. Mai    | 21. Mai    |   |  |        |        |
|  | Indien            | 3             |  |  | China      | 3          |   |  |        |        |
|  | 19. Mai           | 19. Mai       |  |  |            | Südkorea   | 1 |  |        |        |
|  | Indonesien        | 0             |  |  | 20. Mai    | 20. Mai    |   |  |        |        |
|  | Südkorea          | 3             |  |  | Südkorea   | 3          |   |  |        |        |
|  | 19. Mai           | 19. Mai       |  |  | Japan      | 1          |   |  |        |        |
|  | Dänemark          | 0             |  |  |            |            |   |  |        |        |
|  | Japan             | 3             |  |  |            |            |   |  |        |        |

#### Viertelfinale
| 19. Mai 13 Uhr | Thailand | 1 – 3 | Indien | Feld 1, Kunshan Sports Centre |

| 19. Mai 13 Uhr | Indonesien | 0 – 3 | Südkorea | Feld 4, Kunshan Sports Centre |

| 19. Mai 19 Uhr | China | 3 – 0 | Chinesisch Taipeh | Feld 2, Kunshan Sports Centre |

| 19. Mai 19 Uhr | Dänemark | 0 – 3 | Japan | Feld 3, Kunshan Sports Centre |

#### Halbfinale
| 20. Mai 13 Uhr | China | 3 – 0 | Indien | Feld 1, Kunshan Sports Centre |

| 20. Mai 19 Uhr | Südkorea | 3 – 1 | Japan | Feld 2, Kunshan Sports Centre |

#### Finale
| 21. Mai 13 Uhr | China | 3 – 1 | Südkorea | Feld 1, Kunshan Sports Centre |

| Li Xuerui                     | Li Xuerui                     | 2–1 | Sung Ji-hyun                     | 14:21, 21:13, 21:10 |
| Tian Qing / Zhao Yunlei       | Tian Qing / Zhao Yunlei       | 1–2 | Jung Kyung-eun / Shin Seung-chan | 21:16, 17:21, 23:25 |
| Wang Shixian                  | Wang Shixian                  | 2–0 | Kim Hyo-min                      | 21:13, 21:12        |
| Tang Yuanting / Chen Qingchen | Tang Yuanting / Chen Qingchen | 2–0 | Chang Ye-na / Lee So-hee         | 21:17, 21:16        |
| Wang Yihan                    | Wang Yihan                    |     | Lee Jang-mi                      | Nicht gespielt      |

## Endstand
| Platz | Mannschaft          |
| ----- | ------------------- |
| 1     | Volksrepublik China |
| 2     | Südkorea            |
| 3     | Indien              |
| 3     | Japan               |
| 5     | Thailand            |
| 5     | Indonesien          |
| 5     | Chinesisch Taipeh   |
| 5     | Dänemark            |
| 9     | Hongkong            |
| 9     | Malaysia            |
| 9     | Vereinigte Staaten  |
| 9     | Deutschland         |
| 9     | Spanien             |
| 9     | Bulgarien           |
| 9     | Australien          |
| 9     | Mauritius           |